# C2P

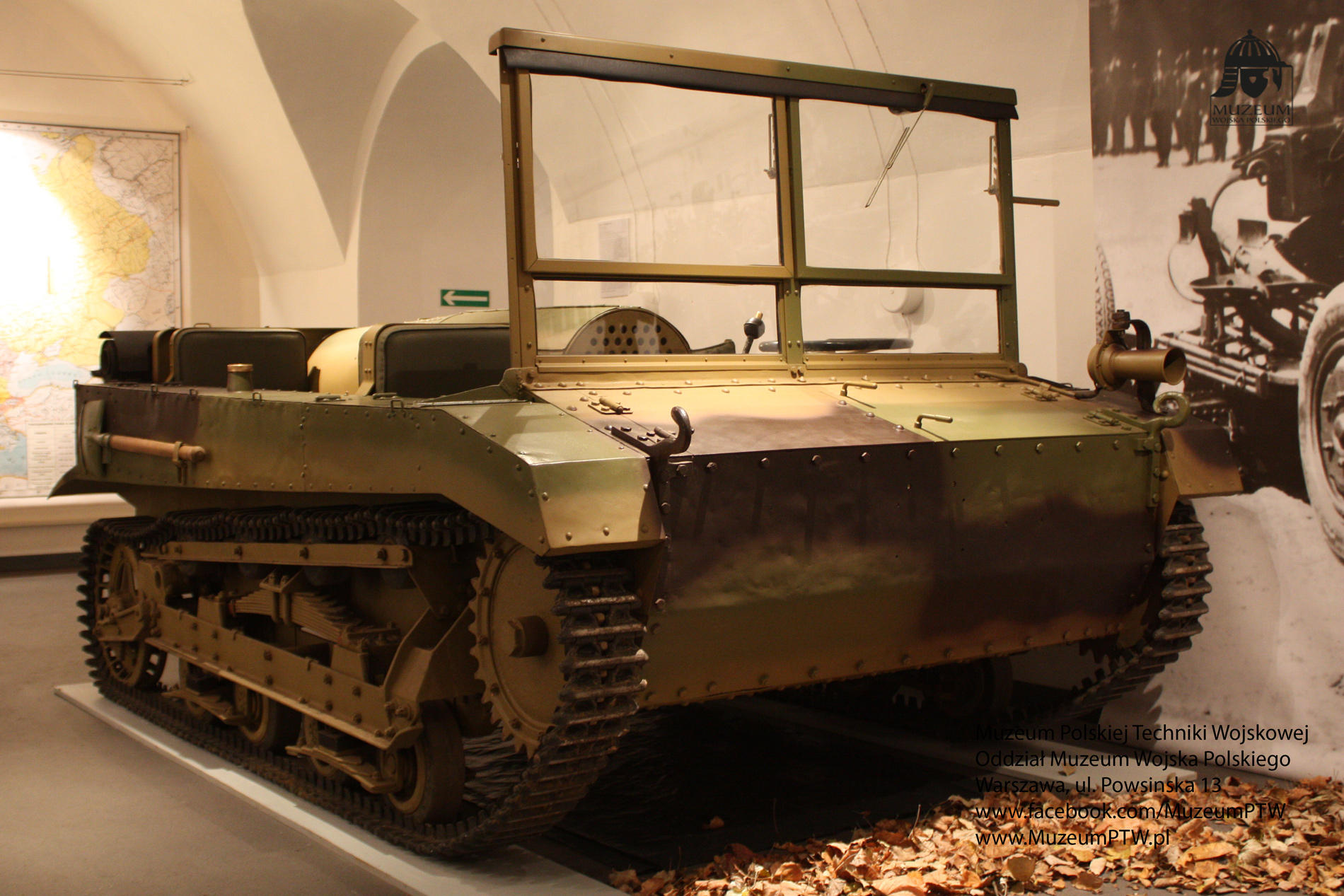
Ciągnik C2P wystawiony jako depozyt Adama Rudnickiego w Muzeum Polskiej Techniki Wojskowej. Wystawa „Wojna 1939. Zrobiliśmy to co do nas należało”. Listopad 2014 roku.

C2P – polski lekki gąsienicowy ciągnik artyleryjski sprzed II wojny światowej. Powstał w połowie lat 30. XX wieku na bazie tankietki TKS. Głównym użytkownikiem były pododdziały przeciwlotnicze Wojska Polskiego, gdzie ciągniki C2P wykorzystywano do holowania armat przeciwlotniczych wz. 36 oraz przyczep amunicyjnych. Po kampanii wrześniowej pewna liczba ciągników została przejęta przez Wehrmacht, gdzie służyły niemal do końca II wojny światowej.

## Historia
W październiku 1931 roku Sztab Główny Wojska Polskiego wysunął propozycję opracowania projektu ciągnika artyleryjskiego na bazie podwozia przyjętej właśnie na wyposażenie Wojska Polskiego tankietki TK-3. Zadanie to miało zrealizować Biuro Konstrukcyjne Broni Pancernych Wojskowego Instytutu Badań Inżynierii.
Pierwszy projekt opracowano już w 1932 roku, a głównym konstruktorem był inż. J. Łapuszewski. Jego współpracownikami byli inż. A. Schmidta oraz technolodzy: Lipko, Obryś i Rohn. Prace nad całym projektem nadzorował kpt. Rudolf Gundlach. Pierwszy prototyp zbudowano w Warsztacie Doświadczalnym i 1 lipca 1933 roku przekazano do prób. Opóźnienie w budowie prototypu wynikało z chęci wykorzystania ulepszonego podwozia od tankietki TKS, zamiast początkowo rozważanego podwozia TK-3. Prototyp oznaczono jako ciągnik TKS „Tygrys”, później zmieniono je na C2T.
Pierwotnie zakładano, że nowy ciągnik będzie przeznaczony do holowania armat pułków artylerii polowej. Przykładowo dotąd do transportu francuskiej armaty kal. 75 mm wz. 1897 potrzebnych było 12 koni zaprzęgowych oraz 2 konie dla podoficerów. Po zmotoryzowaniu artylerii teoretycznie wystarczyłyby dwa ciągniki – jeden do holowania armaty, drugi zaś do transportu jaszcza.

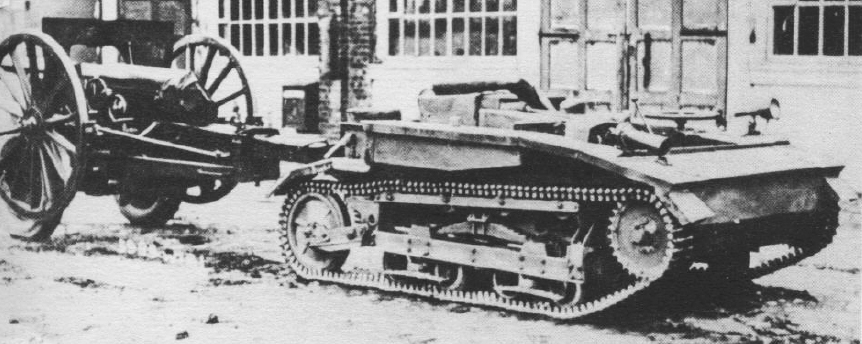
Prototyp ciągnika C2P po drugiej przebudowie

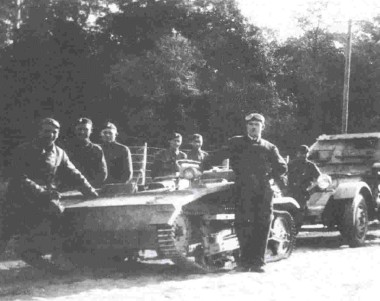
Ciągnik C2P podczas badań drogowych

Pierwsze testy wykazały, że tył pojazdu jest za bardzo obciążony, zwiększono więc średnicę kół napinających, zaopatrzono je w resory i opuszczono przekształcając w dodatkowe koła jezdne. Po wprowadzeniu modyfikacji, 29 sierpnia 1934 roku rozpoczęto kolejne badania. Wyniki nie były zadowalające, wprowadzono więc kolejne zmiany. Polegały one na poprawieniu mechanizmu skrętu przez zamontowanie sprzęgieł bocznych. Dzięki temu zwiększono zdolności manewrowe podczas holowania działa. Dodatkowo prototyp wyposażono w przednią szybę i składany, brezentowy dach. Modyfikacje zakończono 20 stycznia 1936 roku a następnie przeprowadzono kolejne testy. W lutym 1936 roku odbył się rajd, podczas którego w warunkach zimowych ciągnik przejechał 965 km, holując armatę kal. 75 mm o całkowitej masie 1615 kg. Kolejne próby przeprowadzono na przełomie czerwca i lipca, a we wrześniu testowano holowanie nowej armaty przeciwlotniczej 40 mm wz. 36 (był to najprawdopodobniej egzemplarz wypożyczony od Boforsa). Testy wyszły pozytywnie; stwierdzono, że ciągnik bardzo dobrze radzi sobie na złych drogach gruntowych i bezdrożach.
15 lutego 1937 roku kierownik Biura Badań Technicznych Broni Pancernych, ppłk Patryk O’Brien de Lacy w końcowym sprawozdaniu przedstawił wniosek o zatwierdzenie ciągnika C2P jako pojazdu do transportu armat przeciwlotniczych kal. 40 mm i podobnych temu zadań. Przewidywano także zastosowanie ciągnika do holowania armat polowych kal. 75 mm i haubic kal. 100 mm (po wyposażeniu w ogumione koła), jednakże te plany nie zostały zrealizowane. Planowano także wykorzystać ciągniki do holowania armat przeciwpancernych kal. 37 mm.
Zamówienie na pierwszą serię 32 ciągników C2P dla doświadczalnego dywizjonu armat 40 mm złożono w zakładach PZInż. w Czechowicach w końcu lutego 1937 roku. Produkcja miała odbywać się na linii, na której odbywał się również montaż tankietek TKS. Umowę następnie rozszerzono o 88 i 196 ciągników. Do września 1939 roku zbudowano co najmniej 316 ciągników, z czego w bateriach znalazły się 292 ciągniki C2P. Na rok budżetowy 1939/1940 zamówiono kolejne przynajmniej 117 ciągników, z terminami dostaw pierwszych 40 sztuk planowanymi do 30 grudnia 1939 roku, lecz produkcję przerwał wybuch wojny. Cena ciągnika wynosiła w 1937 roku 33.188 zł (do 1940 roku miała spaść do poniżej 30.000 zł).
W latach 1937–1938 w oparciu o ciągnik C2P wykonano też dwa prototypy dział samobieżnych TKS-D uzbrojonych w armatę przeciwpancerną Boforsa.

## Opis techniczny
Ciągnik C2P powstał na bazie tankietki TKS. Był od niej jednak o prawie 50 cm dłuższy (ok. 2850 mm). Szerokość wynosiła 1820 mm, zaś wysokość z zamontowanym dachem – 1650–1655 mm. Prześwit – 300 mm. Masa ciągnika z załogą wynosiła 2750 kg. Zastosowano gąsienice odlewane ze stali specjalnej. Gąsienice łączone były ze sobą zawiasowo za pomocą sworzni stalowych. Szerokość gąsienicy wynosiła 170 mm.
Mechanizm kierowania został zrealizowany w sposób nowoczesny – przez zastosowanie sprzęgieł bocznych. Pojazd napędzany był za pomocą silnika gaźnikowego FIAT 122BC (PZInż 367), 6-cylindrowego, 4-suwowego, dolnozaworowego o pojemności skokowej 2952 cm³. Stopień sprężania wynosił 5,2:1. Silnik osiągał moc 46 KM (33,9 kW) przy 2600 obr./min, chłodzony był cieczą. Zbiornik paliwa mieścił 70 l, co pozwalało na przejechanie po szosie 150 km lub 110 km po drodze bitej. Zużycie paliwa wynosiło ok. 42,5l/100 km w przypadku jazdy po szosie, zaś w przypadku jazdy w terenie – ok. 70 l/100 km. Po drodze bitej pojazd z pełnym obciążeniem i przyczepką o masie 2 t mógł osiągnąć prędkość 40 km/h, natomiast po drodze gruntowej do 20 km/h. C2P miał skrzynię przekładniową mechaniczną, z 4 biegami do przodu i 1 do tyłu.
Nacisk pojazdu na podłoże wynosił 0,45 kg/cm², promień skrętu – 2000 mm, zaś moc jednostkowa – 16,7 KM/t. Z załogą i przyczepką o masie 2 ton C2P był zdolny pokonywać wzniesienia do 22°, rowy o szerokości do 1,2 m, brody do 50 cm oraz przeszkody pionowe o wysokości do 0,325 m.
C2P wyposażony był w reflektor-szperacz z żarówką o mocy 50 W, a także lampkę przenośną z żarówką o mocy 15 W. Instalacja elektryczna miała napięcie znamionowe 12 V. Zastosowano akumulator o pojemności 80Ah.
W ciągniku zamontowano cztery siedzenia: dla kierowcy i trzech członków obsługi armaty. Kierowca siedział po lewej stronie, zaś obsługa po prawej. Za siedzeniami kierowcy umiejscowiony był stojak na 3 karabinki wz. 29 oraz gaśnicę.

## Użytkownicy

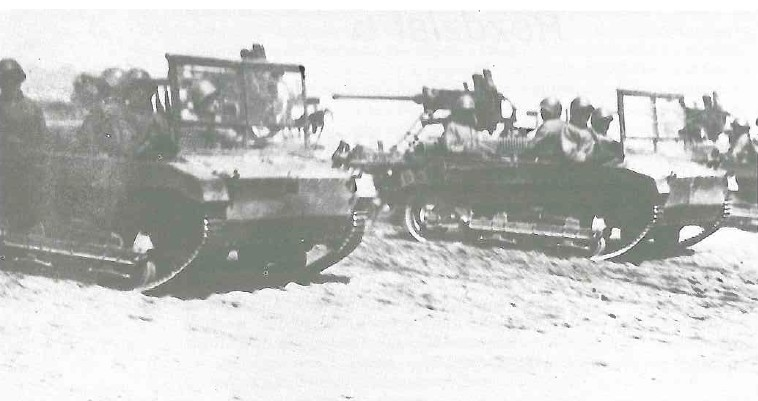
Ciągniki C2P z armatami kal. 40. 7 Dywizjon Artylerii Przeciwlotniczej

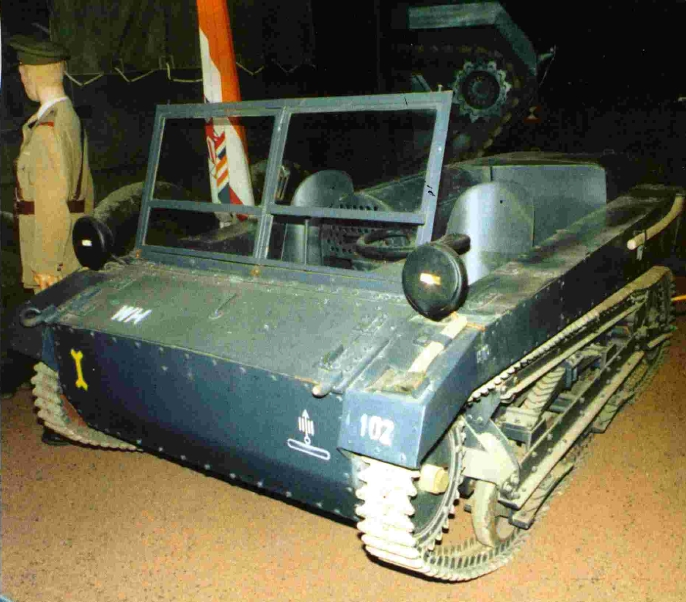
C2P w Victory Memorial Museum w Arlon

### Polska
Ciągniki C2P były podstawowym ciągnikiem w oddziałach artylerii przeciwlotniczej wyposażonych w armaty przeciwlotnicze wz. 36 kal. 40 mm. Była to nowoczesna armata produkowana w Polsce od 1936 roku na licencji Boforsa w Zakładach Górniczo-Hutniczych w Starachowicach.
Ostatecznie zdecydowano, że w Wojsku Polskim będą dwa rodzaje baterii artylerii przeciwlotniczej 40 mm. Bateria typu A uzbrojona miała być w cztery działa kal. 40 mm, zaś bateria typu B w 2 działa kal. 40 mm. Na każdą armatę przypadały dwa ciągniki C2P – jeden służył do holowania samej armaty, drugi zaś do holowania przyczepki amunicyjnej. Tak więc w baterii typu A znajdowało się osiem ciągników, zaś w typu B – cztery. Pierwsze zmotoryzowane baterie rozpoczęto tworzyć pod koniec 1937 roku.
Ciągnik C2P odpowiadał potrzebom oddziałów przeciwlotniczych, jednakże z uwagi na słaby silnik z czasem miał być on zastąpiony kołowym ciągnikiem PZInż 343. Jego prototyp zbudowano na przełomie 1938-1939, następnie poddano go testom porównawczym z C2P. Do zalet nowego pojazdu należała m.in.: większa prędkość i duża nośność, dzięki czemu możliwe było zrezygnowanie z przyczepek amunicyjnych i zmniejszenie liczby ciągników. Natomiast do wad zaliczono dużą masę i gorsze zdolności terenowe. Zaletą C2P były dobre własności terenowe i niska sylwetka, sprzyjająca maskowaniu. Ostatecznie zdecydowano się pozostać przy ciągniku C2P w przypadku baterii dywizyjnych, natomiast ciągnik PZInż. 343 wprowadzić w bateriach armijnych. Do 1 września 1939 roku udało się wyprodukować tylko kilka próbnych egzemplarzy ciągnika PZInż. 343.
Ciągniki C2P wzięły udział w kampanii wrześniowej w składzie 31 baterii artylerii przeciwlotniczej kal. 40 mm typu A i 11 baterii typu B (łącznie 292 ciągniki), a także m.in. w Ośrodku Zapasowym Artylerii Przeciwlotniczej nr 2 w Brześciu i plutonach OPL w Zakładach Starachowickich.

### III Rzesza
Pewną liczbę ciągników C2P Niemcy zdobyli podczas kampanii wrześniowej. Większość z nich wyremontowano i wcielono do uzbrojenia Wehrmachtu pod oznaczeniem Zugmittel C2P (p) bądź Artillerieschlepper C2P (p). Używano ich później na różnych frontach niemal do końca wojny.

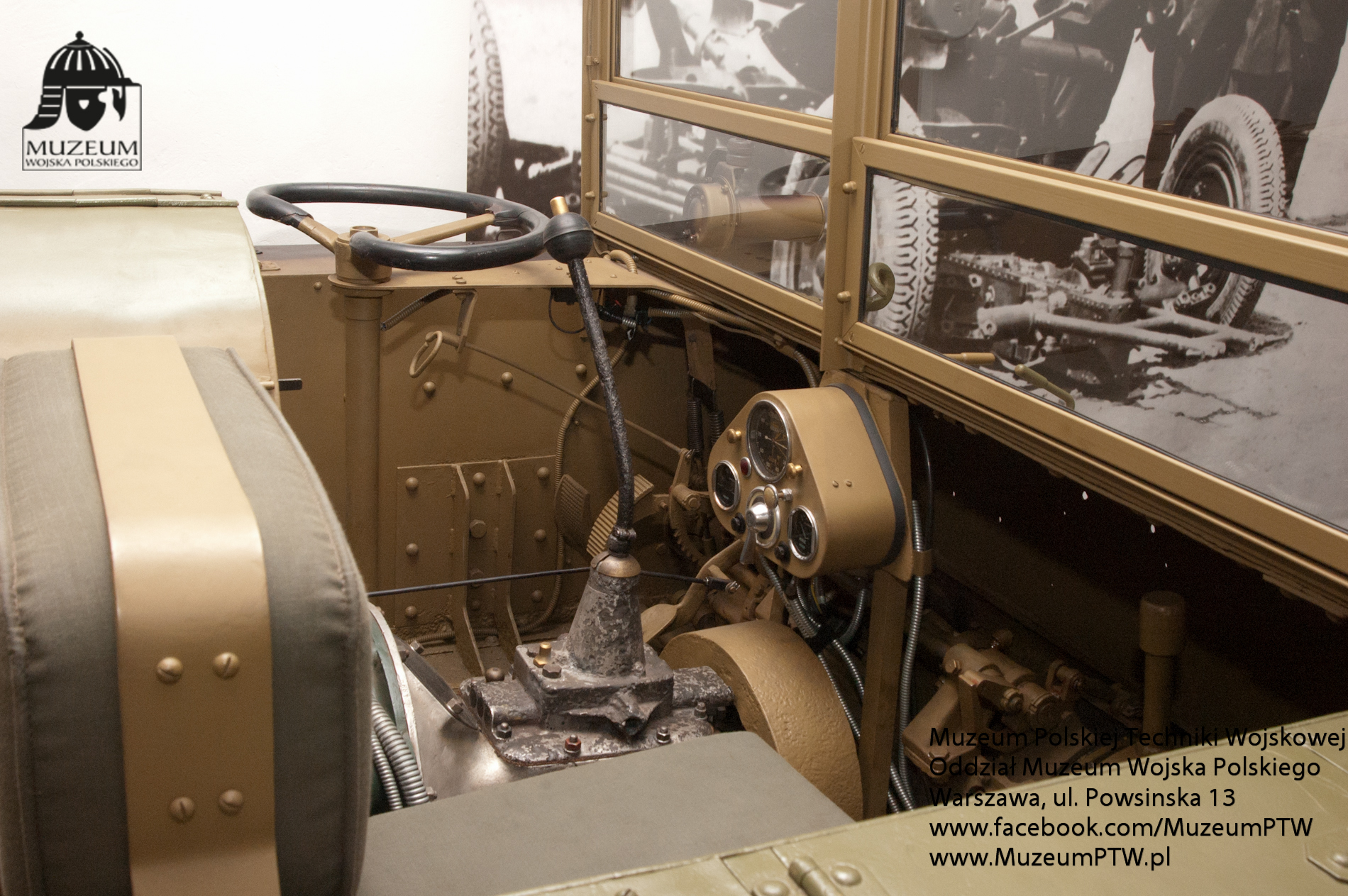
Ciągnik C2P wystawiony jako depozyt Adama Rudnickiego w Muzeum Polskiej Techniki Wojskowej. Wystawa „Wojna 1939. Zrobiliśmy to co do nas należało”. Listopad 2014 roku.

## Zachowane egzemplarze
W latach 90. XX wieku jeden ciągnik C2P pochodzący z Francji (lub z Hiszpanii) znajdował się w Victory Memorial Museum w Arlon w Belgii. Był to egzemplarz w malowaniu niemieckim. Na przełomie XX i XXI wieku kolekcję sprzedano i pojazd trafił do Stanów Zjednoczonych, do World War II Victory Museum w Auburn w stanie Indiana.
Ciągnik ten (zachowany w dobrym stanie technicznym) udało się sprowadzić do Polski i trafił on do zbiorów Adama Rudnickiego, jako kolejny pojazd C2P. Jeden z nich został przywrócony do pełnej sprawności mechanicznej.